# 2013年美國國家棒球名人堂票選
2013年美國國家棒球名人堂票選遵循2010年的修正票選規則。全美棒球記者協會進行年度票選，由於先前爆發的禁藥醜聞事件，導致名人堂票選結果在這年大受影響，最後沒有選出任何入選者。由於2010年7月頒布的入選新制，擴張前年代委員會取代了資深選手委員會，他們從1947年以前的總教練、主審和行政人員中進行評選，最後選出迪肯·懷特、漢克·奧戴和雅各·魯珀特等三人。這是大聯盟繼1965年後，再次出現入選者全數已過世的情況。大聯盟在2013年7月28日舉辦入選典禮。

## 全美棒球記者協會票選結果
全美棒球記者協會只從1993年以後效力於大聯盟的選手中進行評選，但效力年限只到2007年為止。
每個球員需要獲得至少75%的選票方能入選。本屆票選包含37名球員；總共有569張選票，最終總計投出3756人次，入選名人堂門檻為427票，平均每張選票圈選了6.58人。未達5%得票率的候選人，將被剔除名人堂票選資格。
首次進行票選的球員將以劍標（†）顯示。獲得至少75%以上同意票的入選人以粗體字表示；在未來票選中才入選的候選人以斜體字表示。
戴爾·墨菲是第十五次進行票選，同時也是最後一次。
| 球員姓名         | 同意票數 | 得票率(%) | 與前一年差距 | 年度   |
| ---------------- | -------- | --------- | ------------ | ------ |
| †克雷格·比吉歐   | 388      | 68.2      | -            | 第1年  |
| 傑克·莫里斯      | 385      | 67.7      | ▲0 1.0%      | 第14年 |
| 傑夫·巴格威爾    | 339      | 59.6      | ▲0 3.6%      | 第3年  |
| †麥克·皮耶薩     | 329      | 57.8      | -            | 第1年  |
| 提姆·雷恩斯      | 297      | 52.2      | ▲0 4.5%      | 第6年  |
| 李·史密斯        | 272      | 47.8      | ▼0 2.8%      | 第11年 |
| †柯特·席林       | 221      | 38.8      | -            | 第1年  |
| †羅傑·克萊門斯   | 214      | 37.6      | -            | 第1年  |
| †貝瑞·邦茲       | 206      | 36.2      | -            | 第1年  |
| 埃德加·馬丁尼茲  | 204      | 35.9      | ▼0 0.6%      | 第4年  |
| 艾蘭·川默        | 191      | 33.6      | ▼0 3.2%      | 第12年 |
| 賴瑞·沃克        | 123      | 21.6      | ▼0 1.3%      | 第3年  |
| 弗瑞德·麥葛里夫  | 118      | 20.7      | ▼0 3.2%      | 第4年  |
| 戴爾·墨菲        | 106      | 18.6      | ▲0 4.1%      | 第15年 |
| 馬克·麥奎爾      | 96       | 16.9      | ▼0 2.6%      | 第7年  |
| 丹·馬丁利        | 75       | 13.2      | ▼0 4.6%      | 第13年 |
| †薩米·索薩       | 71       | 12.5      | -            | 第1年  |
| 拉斐爾·帕梅洛    | 50       | 8.8       | ▼0 3.8%      | 第3年  |
| 伯尼·威廉斯      | 19       | 3.3       | ▼0 6.3%      | 第2年  |
| †肯尼·洛夫頓     | 18       | 3.2       | -            | 第1年  |
| †小山迪·阿勒瑪   | 16       | 2.8       | -            | 第1年  |
| †胡立歐·法蘭柯   | 6        | 1.1       | -            | 第1年  |
| †大衛·威爾斯     | 5        | 0.9       | -            | 第1年  |
| †史蒂夫·芬利     | 4        | 0.7       | -            | 第1年  |
| †尚恩·格林       | 2        | 0.4       | -            | 第1年  |
| †亞倫·席利       | 1        | 0.2       | -            | 第1年  |
| †傑夫·席瑞歐     | 0        | 0.0       | -            | 第1年  |
| †羅伊斯·克萊頓   | 0        | 0.0       | -            | 第1年  |
| †傑夫·柯奈恩     | 0        | 0.0       | -            | 第1年  |
| †羅伯托·赫南德茲 | 0        | 0.0       | -            | 第1年  |
| †萊恩·柯列斯可   | 0        | 0.0       | -            | 第1年  |
| †荷西·梅薩       | 0        | 0.0       | -            | 第1年  |
| †瑞吉·桑德斯     | 0        | 0.0       | -            | 第1年  |
| †麥克·史丹頓     | 0        | 0.0       | -            | 第1年  |
| †陶德·沃克       | 0        | 0.0       | -            | 第1年  |
| †隆德爾·懷特     | 0        | 0.0       | -            | 第1年  |
| †伍迪·威廉斯     | 0        | 0.0       | -            | 第1年  |

|  | 本屆被選入名人堂，人名以粗體表示。                          |
|  | 本屆未入選但在未來票選中被選入名人堂，人名以斜體表示。      |
|  | 在2014年投票中繼續票選但仍未被選入者。                      |
|  | 在未來BBWAA票選中被剔除，但仍保有未來資深委員會審核的資格。 |

新入選的球員包含29名全明星球員，這29人合計共入選104次明星賽。不過有其中7人沒有在名單上。
禁藥使用的爭議依舊影響著這年票選。所有大咖球星都捲入了禁藥疑雲，甚至連前一年入選名人堂的貝瑞·拉金也被懷疑，即便他的職業生涯完全沒有使用禁藥。
以下球員首次具有票選資格，但並未在名單上：安東尼奧·阿方塞卡、東尼·巴提斯塔、馬克·貝爾霍恩、赫克特·卡拉斯科、艾伯托·卡斯提歐、瑞爾·寇姆耶、胡安·恩卡納西翁、羅伯特·費克、史蒂夫·克萊恩、瑞奇·李迪、麥克·萊柏塔爾、約翰·馬布里、湯姆·馬丁、達米恩·米勒、道格·米拉貝利、麥克·邁爾斯、奧蘭多·帕梅洛、奈菲·培瑞茲、戴希·瑞拉佛、保羅·舒伊、史考特·史皮齊歐、凱利·史汀奈特、約翰·湯姆森、何塞·瓦倫汀、約翰·瓦斯汀、瑞克·懷特、鮑勃·威克曼、普瑞斯頓·威爾森、傑·威塔席克和傑瑞特·萊特。

## 擴張前年代委員會
資深棒球委員會改組後，由擴張前年代委員會舉辦票選。他們從1947年以前的棒球人士進行篩選與票選，候選人必須具備以下資格：
1. 球員必須在大聯盟打滿至少10個球季，且退休超過21年。遭到大聯盟除名的球員不可參加票選(如：無鞋喬·傑克森)。
2. 總教練和主審必須要有在大聯盟執教和執法滿10年的經驗，且退休滿超過6年。
3. 行政人員必須要退休超過5年以上，若未退休，則年齡需滿65歲。
此票選總共16票，候選人需獲得75%的票數(12票)才能入選名人堂。最後由迪肯·懷特、漢克·奧戴和雅各·魯珀特三人入選名人堂。
| 候選人      | 身分別   | 得票數 | 百分比 | 備註  |
| ----------- | -------- | ------ | ------ | ----- |
| 漢克·奧戴   | 裁判     | 15     | 93.8%  | [ 6 ] |
| 雅各·魯珀特 | 行政人員 | 15     | 93.8%  | [ 6 ] |
| 迪肯·懷特   | 球員     | 14     | 87.5%  | [ 6 ] |
| 比爾·達倫   | 球員     | 10     | 62.5%  | [ 6 ] |
| 山姆·布瑞登 | 行政人員 | < 3    | < 25%  | [ 6 ] |
| 韋斯·費瑞爾 | 球員     | < 3    | < 25%  | [ 6 ] |
| 馬蒂·馬里昂 | 球員     | < 3    | < 25%  | [ 6 ] |
| 湯尼·穆蘭恩 | 球員     | < 3    | < 25%  | [ 6 ] |
| 艾爾·里奇   | 行政人員 | < 3    | < 25%  | [ 6 ] |
| 巴基·瓦特斯 | 球員     | < 3    | < 25%  | [ 6 ] |

## J·G·泰勒·史賓克獎
棒球記者保羅·哈根（1950年–）獲選該屆的J·G·泰勒·史賓克獎。

## 福特·C·弗里克獎
藍鳥隊播報員湯姆·齊克（1939年–2005年）獲選該屆的福特·C·弗里克獎。

## 外部連結
- 美國國家棒球名人堂官網 （页面存档备份，存于）
- 棒球名人堂BBWAA票選規則 （页面存档备份，存于）
- 2013年名人堂票選 at www.baseballhalloffame.org